# Número adimensional
Número adimensional es un número que no tiene unidades físicas que lo definan y por lo tanto es un número puro. Los números adimensionales se definen como productos o cocientes de cantidades que sí tienen unidades de tal forma que todas estas se simplifican. Dependiendo de su valor estos números tienen un significado físico que caracteriza unas determinadas propiedades para algunos sistemas. 

## Teorema π de Vaschy-Buckingham
De acuerdo con el Teorema π de Vaschy-Buckingham de análisis dimensional, la dependencia funcional entre un cierto número de variables (n) puede ser reducida en el número de dimensiones independientes de esas n variables (k) para dar un número de cantidades adimensionales independientes (p = n - k). Así diferentes sistemas son equivalentes cuando tienen la misma descripción mediante números adimensionales.

## Lista de números adimensionales
Existe una gran cantidad de números adimensionales y algunos de los más utilizados se listan aquí alfabéticamente. 
| Nombre                           | Campo de aplicación                                                             |
| -------------------------------- | ------------------------------------------------------------------------------- |
| Número de Abbe                   | Óptica (dispersión en materiales ópticos)                                       |
| Número de Arquímedes             | Movimiento de fluidos debido a diferencias de densidad                          |
| Número de Bagnold                | Flujo de granos, arena, etc.                                                    |
| Número de Biot                   | Conductividad superficial vs. volumétrica de sólidos                            |
| Número de Bodenstein             | Distribución del tiempo de residencia                                           |
| Número de Bond                   | Fuerza capilar debida a la flotación                                            |
| Número de Brinkman               | Transferencia de calor por conducción entre una superficie y un líquido viscoso |
| Número de Brownell Katz          | Combinación del número de capilaridad y el número de Bond                       |
| Número de Capilaridad            | Flujo debido a la tensión superficial                                           |
| Número de Courant-Friedrich-Levy | Resolución numérica de ecuaciones diferenciales                                 |
| Número de Damköhler              | Escala de tiempo de un reacción química vs. el fenómeno de transporte           |
| Número de Dean                   | Vórtices en tuberías curvas                                                     |
| Número de Deborah                | Reología de los fluidos viscoelásticos                                          |
| Número de Eckert                 | Transferencia de calor por convección                                           |
| Número de Ekman                  | Geofísica (fuerzas de rozamiento por viscosidad)                                |
| Número de Eötvös                 | Determinación de la forma de la burbuja/gota                                    |
| Número de Euler                  | Hidrodinámica (fuerzas de presión vs. fuerzas inerciales)                       |
| Número de Foppl–von Karman       | Pandeo de cáscaras delgadas                                                     |
| Número de Fourier                | Transferencia de calor                                                          |
| Número de Fresnel                | Difracción                                                                      |
| Número de Froude                 | Fuerzas inerciales frente a las gravitacionales en fluidos                      |
| Número de Galilei                | Flujo viscoso debido a la gravedad                                              |
| Número de Graetz                 | Flujo de calor                                                                  |
| Número de Grashof                | Convección natural                                                              |
| Número de Hagen                  | Convección forzada                                                              |
| Número de Karlovitz              | Combustión turbulenta                                                           |
| Número de Knudsen                | Aproximación del continuo en fluidos                                            |
| Número de Laplace                | Convección natural en fluidos con mezclabilidad                                 |
| Número de Lewis                  | Difusión molecular frente a difusión térmica                                    |
| Número de Mach                   | Dinámica de gases (velocidad del gas frente a velocidad del sonido)             |
| Número de Reynolds magnético     | Magnetohidrodinámica                                                            |
| Número de Marangoni              | Flujo de Marangoni                                                              |
| Número de Morton                 | Determinación de la forma de la burbuja/gota                                    |
| Número de Nusselt                | Transferencia de calor con convección forzada                                   |
| Número de Ohnesorge              | Atomización de líquidos, flujo de Marangoni                                     |
| Número de Péclet                 | Problemas de advección–difusión                                                 |
| Número de Peel                   | Adherencia de microestructuras sobre sustratos                                  |
| Número de Prandtl                | Convección forzada y natural                                                    |
| Número de Rayleigh               | Fuerzas de flotación y viscosas en convección natural                           |
| Número de Reynolds               | Fuerzas de inercia frente a fuerzas viscosas en fluidos                         |
| Número de Richardson             | Efecto de la flotación en la estabilidad de los flujos                          |
| Número de Rossby                 | Fuerzas inerciales en geofísica                                                 |
| Número de Schmidt                | Dinámica de fluidos (transferencia de masa y difusión)                          |
| Número de Sherwood               | Transferencia de masa y convección forzada                                      |
| Número de Sommerfeld             | Lubricación de bordes                                                           |
| Número de Stanton                | Transferencia de calor con convección forzada                                   |
| Número de Stefan                 | Transferencia de calor durante cambios de fase                                  |
| Número de Stokes                 | Dinámica de la partícula                                                        |
| Número de Strouhal               | Flujos continuos y pulsantes                                                    |
| Número de Taylor                 | Flujos rotacionales                                                             |
| Número de Wagner                 | Electrodeposiciones                                                             |
| Número de Weber                  | Flujos multifásicos sobre superficies curvas                                    |
| Número de Weissenberg            | Flujos viscoelásticos                                                           |
| Número de Womersley              | Flujos continuos y pulsantes                                                    |